# Сари Синап

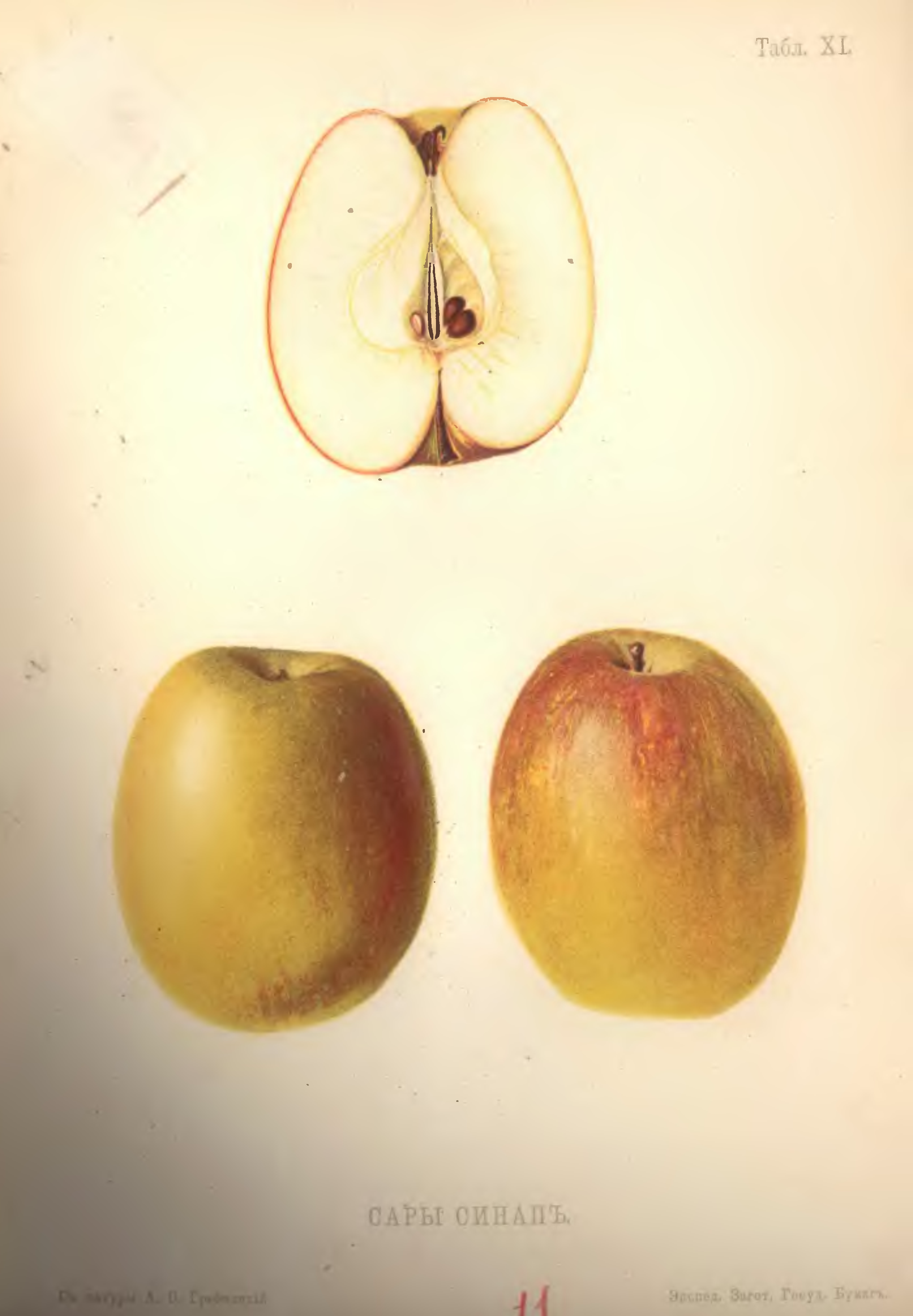
Сари Синап. «Атлас плодов», 1906

Сари-Синап — кримський сорт яблуні.

## Синоніми
Жовтий синап, Сари синап, Синап Сари.

## Опис
Дерева потужні, з високою пірамідальною кроною, довговічні, невибагливі до ґрунтових умов, в пору плодоношення вступають на 10-15-й рік. Плоди середньої величини (100 г), майже бочонкоподібної, іноді циліндричної форми, при зніманні з дерева жовто-зелені, потім золотисті, м'якоть біла, щільна, винно-солодкого смаку. Дозрівання відбувається в кінці грудня. Споживають у свіжому вигляді, дуже добре зберігаються до червня наступного року. Врожайність 400 кг з дерева, окремі дерева в період повного плодоношення дають до 1000 кг плодів.
На противагу більшості сортів, що дають більші плоди на молодих деревах, Сари-Синап, навпаки, найбільші і найкраще розвинені плоди дає завжди зі старих дерев, у віці 40-50 років. Урожай на деревах Сари-Синапу тримається значно міцніше, ніж у Кандиль-Синапу, тому вони менш бояться вітрів. У сирі роки дерева сорту Сари-Синапу сильно уражуються паршею, що є суттєвим недоліком цього сорту.
За найпоширенішою версією, сорт Кандиль Синап отримано шляхом випадкової мутації під час висіву насіння сорту Сари Синап.

## Поширення
Кримчаки вважають цей сорт яблуні своїм давнім місцевим сортом. Вперше згадується у Палласа, який писав про цей сорт в кінці XVIII ст. Він каже, що в числі різноманітних яблуневих сортів найбільшою славою користуються в Криму Синапи, зокрема Синап Сари, і ці яблука щорічно восени експортують на численних підводах не тільки до Москви, а й в Петербург, де їх продають по дорогою ціною. Він хвалить смак Сари-Синапу і прекрасну лежкість цього сорту, кажучи, що за ним слідує за смаковими якостями Челебі (Tschelebi), плоди якого, однак, рано дозрівають і скоро втрачають смак.
Районований в південних районах Європейської частини Росії, в Молдові, Україні, Грузії, Казахстані, Киргизстані, Туркменістані.
В Криму серед інших промислових сортів яблуні займав перше місце, за даними перепису садів 1945 р., питома вага його становила 31,3 %. З другої половини XX ст. в Криму не роблять великих посадок цього сорту. Урожай його широко використовується для отримання насіння, так як сіянці Сари-Синапу виявилися чудовою підщепою майже для всіх культивованих в Криму сортів яблуні.